# 7th Rose
7th Rose (7th Rose?) è il quinto album in studio della rock band visual kei giapponese D, ed è stato pubblicato il 24 marzo 2010 dall'etichetta major avex trax.
Esistono tre edizioni dell'album: due speciali limitate con custodia jewel case, cover variate e DVD o photobook da 40 pagine, ed una normale con copertina ancora diversa e custodia jewel case.
La Rozova Dolina citata nel titolo del terzo brano dell'album è un'area della Bulgaria nota come Valle delle rose, così chiamata per via della tradizionale coltivazione delle rose.

## Tracce
Tutti i brani sono parole e musica di ASAGI, tranne dove indicato.

Dopo il titolo è indicata fra parentesi "()" la grafia originale del titolo, eventuali note sono riportate dopo il punto e virgola ";".
1. 7th Rose ~Return to Zero~ (7th Rose 〜Return to Zero〜?) - 0:24
2. 7th Rose (7th Rose?) - 4:35
3. Hanatsumi no otome ~Rozova Dolina~ (花摘みの乙女 〜Rozova Dolina〜?) - 3:16
4. Tightrope (Tightrope?) - 3:43
5. Crimson Fish (Crimson Fish?) - 3:58
6. Independent Queen (Independent Queen?) - 4:00 (ASAGI - Ruiza)
7. 13 gatsu no yumemi oka (13月の夢見丘?) - 4:16
8. Day by Day (Day by Day?) - 3:42
9. Karakuri emaki (絡繰り絵巻?) - 3:45 (ASAGI - Ruiza)
10. Toki no koe (鬨の声?) - 3:27
11. Sleeping beautiful beast (Sleeping beautiful beast?) - 5:39 (ASAGI - Tsunehito)
12. Mikazuki yōranka (三日月揺籃歌?) - 2:08
13. Kaze ga mekuru page (風がめくる頁?, Kaze ga mekuru pēji) - 4:36 (ASAGI - Tsunehito); bonus track presente solo nell'edizione normale dell'album

### DVD
1. 7th Rose; videoclip

## Singoli
- 23/09/2009 - Tightrope
- 02/12/2009 - Day by Day
- 10/03/2010 - Kaze ga mekuru Page

## Formazione
- ASAGI - voce
- Ruiza - chitarra elettrica ed acustica
- HIDE-ZOU - chitarra elettrica
- Tsunehito - basso
- HIROKI - batteria